# Spyro: Shadow Legacy
Spyro: Shadow Legacy è un videogioco a piattaforme per Nintendo DS della saga di Spyro the Dragon. Il gioco, commercializzato in Nord America, Europa e Australia nel 2005, è il primo capitolo della serie ad approdare sulla console Nintendo DS ed è stato l'ultimo della cosiddetta serie originale della saga', che è poi proseguita con la serie The Legend of Spyro.

## Trama
Spyro è andato a fare una piccola vacanza nella spiaggia dei Draghi. Dopo aver salutato i suoi amici Bianca, Hunter e Blink si va a riposare sulla spiaggia, ma si accorge che un fulmine stava arrivando su di lui pronto a colpirlo.
Il draghetto si salva, ma viene catapultato assieme agli altri draghi nel cosiddetto Regno delle Ombre, dove vivono mostri che fanno da guardia alle prigioni dei draghi. Ma Tomas, uno degli Anziani, lo trasporta nel Tempio del Drago, dove riceve la Pietra d'Ombra, che lo può trasportare nel Regno delle Ombre.
Il draghetto riesce a salvare gli altri Anziani, che gli rivelarono che chi sia stato a creare il Regno possa essere Red, un Anziano scacciato per azioni malvagie. Ma non solo il Regno dei Draghi era stato attaccato: anche Avalar e i Regni Dimenticati.
Allora Spyro e Sparx partono per salvare i loro amici e per scoprire il mistero della Trappola d'Ombra.

## Gameplay
La principale innovazione del gioco è il passaggio dimensionale: usando dei simboli viola sparsi per il mondo, si potrà passare dal mondo reale al Regno delle Ombre in qualunque momento. Alcuni punti sono accessibili solo da un certo mondo, e nel Regno delle Ombre, Spyro cadrà più lentamente durante la planata e potrà passare attraverso il legno. I nemici che si trovano qui, tuttavia, sono immuni alla carica e al suo soffio infuocato, per cui dovrà usare delle tecniche di combattimento, il Kata dei Draghi, con il quale potrà colpire con le corna e con la coda o con mosse chi, che usano punti magia. Alcuni nemici richiedono strategia: alcuni si devono capovolgere con un colpo di corna per poi finirli con la coda, mentre gli attacchi chi e i gli attacchi con la coda possono distruggere delle barriere. Sono inoltre presenti elementi RPG: ogni volta che Spyro sconfigge un nemico o completa una mansione per un personaggio che ha salvato dal Regno delle Ombre, guadagnerà punti esperienza. Potrà anche lanciare incantesimi, che si devono eseguire scegliendolo e disegnando il suo simbolo con lo stilo sul touch screen, come il teletrasporto, un fulmine o un ciclone. Arrivando a un certo punto di punti esperienza, Spyro salirà di livello, aumentando i suoi PV e PM e la sua forza, e se tornerà nel Dojo dei Draghi, potrà imparare due nuovi potenziamenti dagli Anziani, ognuno che insegna potenziamenti ad abilità specifiche: Tomas insegna la magia generale, estendendo la portata dell'incantesimo di teletrasporto, Magnus insegna lo Scudo d'ali, di ritorno dai giochi precedenti, e la possibilità di mettere a segno colpi critici, Titan potenzia i salti e la carica, Astor potenzia il soffio di fuoco e il soffio di ghiaccio, Cho Lei potenzia la magia e insegna a deviare le magie nemiche, e Sensei insegna nuove mosse di Kata dei Draghi. Per ripristinare PV, si possono mangiare delle farfalle rosse, e funghi blu per recuperare PM.